# Roșia
Roșia es una comuna ubicada en el distrito de Sibiu, Rumania.

## Superficie
Posee una superficie de 162,6 kilómetros cuadrados.

## Demografía
Hasta 2021 la población era de 6074 habitantes, con una densidad de población de 37,36 habitantes por kilómetro cuadrado.